# Joana (Sängerin)
Joana (* 11. Oktober 1944 in Neustadt im Schwarzwald, heute Titisee-Neustadt; bürgerlich: Johanna Emetz, genannt „Hansi Emetz“) ist eine deutsche Sängerin, Liedermacherin und Moderatorin.

## Leben
Joana wuchs mit ihrer Mutter und Großmutter in Mannheim-Pfingstberg auf, ihr Vater starb als Soldat im Zweiten Weltkrieg. Sie war schon während der Schulzeit (u. a. am Bach-Gymnasium in Mannheim) als Sängerin und Gitarristin tätig. Nach der Schule studierte sie Romanistik, Germanistik und Pädagogik und begann eine klassische Gesangsausbildung in Mannheim und Sprech- und Schauspielunterricht in Heidelberg. Ab 1965 trat sie regelmäßig auf und gab Konzerte, zunächst mit Folklore, dann mit französischen Chansons, aber auch Bertolt Brecht, Kurt Tucholsky und Erich Kästner, und war Ensemblemitglied der Heidelberger Studentenbühne. 1966 nahm sie ihre erste Schallplatte, Von fremden Ländern, eine EP, auf. Der erste Fernsehauftritt folgte 1967, die erste LP Folklore International 1968.
1970 gewann sie einen Talentwettbewerb und bekam danach einen Schallplattenvertrag. Sie widmete sich dem Chanson und schrieb auch selbst ihre Lieder, nahm 1971 beim Song-Festival in Hvar/Jugoslawien und 1972 beim Song-Festival in Zoppot/Polen teil. 1972 machte sie ihre erste große Deutschland-Tournee. Ihren ersten Fernsehauftritt hatte sie 1964 in einer Show von Peter Frankenfeld. Sie war auch Gast in verschiedenen Musiksendungen des Fernsehens. Zwischenzeitlich hatte sie ihr zweites Staatsexamen absolviert, war aber nur ein Jahr im Schuldienst tätig. Sie sang und verfasste neben hochdeutschen Liedern auch Lieder in ihrer kurpfälzischen Mundart, moderierte eigene Fernsehsendungen, wirkte in Hörspielen mit und schrieb 1982 das Buch Mit ungebrochenen Schwingen. Sie veröffentlichte bis heute mehrere Alben und moderierte in den Jahren 2004 und 2005 die Fernsehsendung Songs an einem Sommerabend im Bayerischen Rundfunk, wo sie bereits 2003 aufgetreten war, sowie beim WDR die Radiosendung Chansons und Lieder-liches.
Sie hat inzwischen (2014) 27 CD/LP-Produktionen veröffentlicht; ihre Lieder sind in viele Schul- und Musikbücher aufgenommen. Der Rapper Marteria verwendete das Titellied ihres zweiten Albums (1971) für sein Lied Heile Welt.
Joana lebt in Bad Schönborn (Landkreis Karlsruhe).

## Ehrungen
- 1974: Goldene Europa[2]
- 1994: Mannheimer Bloomaulorden
- 2003: Deutsch-französischer Kulturpreis der Pamina[7]

## Erfolgstitel
- 1971: Das war alles für Heute
- 1971: Erpel Ernst
- 1971: Für dich, du heile Welt
- 1972: Keiner war so wie Rainer
- 1972: Reimen muss sich’s auch
- 1972: Wo ist der Schnee vom vergangenen Jahr, geschrieben von Ulrich Roski (mit Bezug auf François Villons Ballade des dames du temps jadis)
- 1972: Eine Sekunde der Ewigkeit
- 1975: Im Jahr 2010 (Wenn Großmutter Geschichten erzählt)
- 1975: Klassentreffen, Text von Hanns Dieter Hüsch
- 1975: Und mit dir wollt’ ich mal nach Gretna Green
- 1976: Sparsamkeitssong (Ich geh’ jetzt als Schneewittchen)
- 1979: Keiner hält abends meine Hand
- 1980: Als Frau in dem Metier
- 1981: Abgesang auf Olympia
- 1992: Der Gummibaum von Ursula
- 1995: Butzekrampel
- 1995: De Hildegard ihr Yuccapalm
- 1995: Seitelange Liewesbriefe
- 1998: Gretchen am Spinnrade (Schubert-Lieder)
- 1999: Roter Thymian
- 2004: In der Heimat isses schää
- 2004: Hurra, ich bin dich los
- 2010: Isch hab mei Handy vergesse
- 2010: Ich staune bloß
- 2010: De Lodemandel

## Diskografie
Alben:
- 1966: Von fremden Ländern – Hansi Emetz singt Volkslieder
- 1968: Folklore International, Volkslieder
- 1971: Für dich, du heile Welt
- 1972: Eine Sekunde der Ewigkeit
- 1973: Ich suche einen Job
- 1974: Joana – live
- 1975: Wie sieht es denn hier aus
- 1975: Joana – Starportrait
- 1976: Ich bin emanzipiert
- 1977: Ich hab’ die Nacht geträumet, Lieder um Liebe und Minne, deutsche Volkslieder vom 12. bis zum 19. Jahrhundert
- 1975: Lieder von der Bühne
- 1980: Ihre Lieder
- 1981: Mit ungebrochenen Schwingen
- 1985: … denn wir sind viele
- 1992: Wenn ich doch ein Wolf wär
- 1993: Ihre größten Erfolge
- 1995: Seitelange Liewesbriefe
- 1998: Als Frau in dem Metier – Lieder, Folklore, Chansons aus 30 Jahren
- 2004: Kopfstand
- 2006: Wir sind viele
- 2010: Ich staune bloß
- 2017: Plaisir d’amour – aber nicht nur … (mit Susanne Back, Peter Grabinger und als Gast Lydie Auvray)
- 2020: Tun wir was dazu